# Submarino U-386
El submarino alemán U-386 fue un submarino tipo VIIC de la Kriegsmarine de la Alemania nazi durante la Segunda Guerra Mundial .
Realizó cuatro patrullajes y hundió un único barco.
Era miembro de cinco manadas de lobos.
Fue hundido por un buque de guerra británico en el Atlántico medio el 19 de febrero de 1944. 

## Diseño
Los submarinos alemanes Tipo VIIC fueron precedidos por los submarinos más cortos Tipo VIIB . El U-386 tenía un desplazamiento de 769 toneladas (756,9 LT) cuando estaba en la superficie y 871 toneladas (857,2 LT) mientras estaba sumergido. Tenía una longitud total de 67,1 m (220' 1,70"), una eslora de casco presurizado de 50,5 m (165' 81/5"), una viga de 6,2 m (20' 4,10"), una altura de 9,6 m (31' 6"), y un calado de 4,74 m (15' 63/5") .  El submarino estaba propulsado por dos motores diésel sobrealimentados Germaniawerft F46 de cuatro tiempos y seis cilindros, produciendo un total de 2800 a 3200 caballos de fuerza métricos (2060 a 2350 kW; 2760 a 3160 shp) para uso en superficie, dos motores eléctricos Brown, Boveri & Cie GG UB 720/8 de doble acción que producen un total de 750 caballos de fuerza métricos (550 kW; 740 shp) para uso sumergido. Tenía dos ejes y dos hélices de 1,23 m (4 pies ) . El barco era capaz de operar a profundidades de hasta 230 metros (750 pies).
El submarino tenía una velocidad máxima en superficie de 17,7 nudos (32,8 km/h; 20,4 mph) y una velocidad máxima sumergida de 7,6 nudos (14,1 km/h; 8,7 mph).  Cuando estaba sumergido, el barco podía operar durante 80 millas náuticas (150 km; 92 mi) a 4 nudos (7,4 km/h; 4,6 mph); cuando salió a la superficie, podría viajar 8.500 millas náuticas (15.700 km; 9.800 mi) a 10 nudos (19 km / h; 12 mph). El U-597 estaba equipado con cinco tubos de torpedos de 53,3 cm (21 pulgadas) (cuatro instalados en la proa y uno en la popa), catorce torpedos , un cañón naval SK C / 35 de 8,8 cm (3,46 pulgadas) , 220 rondas y un Cañón antiaéreo C/30 de 2 cm (0,79 pulgadas) . El barco tenía una tripulación de entre cuarenta y cuatro y sesenta marineros.

## Historial de servicio
El submarino fue depositado el 16 de mayo de 1941 en el astillero Howaldtswerke en Kiel dentro del astillero número 17, botado el 19 de agosto de 1942 y puesto en servicio el 10 de octubre bajo el mando del Oberleutnant zur See Hans-Albrecht Kandler.
Sirvió dentro de la 5.ª Flotilla de submarinos de la Alemania nazi desde el 10 de octubre de 1942 hasta que fue reasignado a la 6.ª flotilla desde el 1 de mayo de 1943 hasta su pérdida.

### Primera patrulla
La primera patrulla del U-386 lo llevó desde Kiel en Alemania hasta la comuna de St. Nazaire en la Francia ocupada a través de la brecha entre Islandia y las Islas Feroe. Allí hundió el Rosenborg que se hundió en solo 30 segundos. Dos sobrevivientes fueron recogidos.
El submarino fue atacado por las escoltas del Convoy ON (S) 5 el 28 de abril de 1943. Se causaron daños severos a la nave.

### Segunda y tercera patrulla
La segunda salida del submarino transcurrió relativamente sin incidentes, pero la tercera, que comenzó el 29 de agosto de 1943, incluyó un ataque sorpresa de un avión no identificado frente al cabo Finisterre acontecido el 6 de septiembre. El barco fue tomado por sorpresa debido al mal funcionamiento del detector Wanze. Wanze significa 'bicho' en alemán.
También fue atacada por un B-24 Liberator británico del Escuadrón n.º 120 de la RAF el día 20. La aeronave lanzó un torpedo autoguiado que no causó daños.
El U-386 se vio obligado a interrumpir en un ataque un día después después de haber recibido una fuerte carga de profundidad .

### Cuarta patrulla y hundimiento

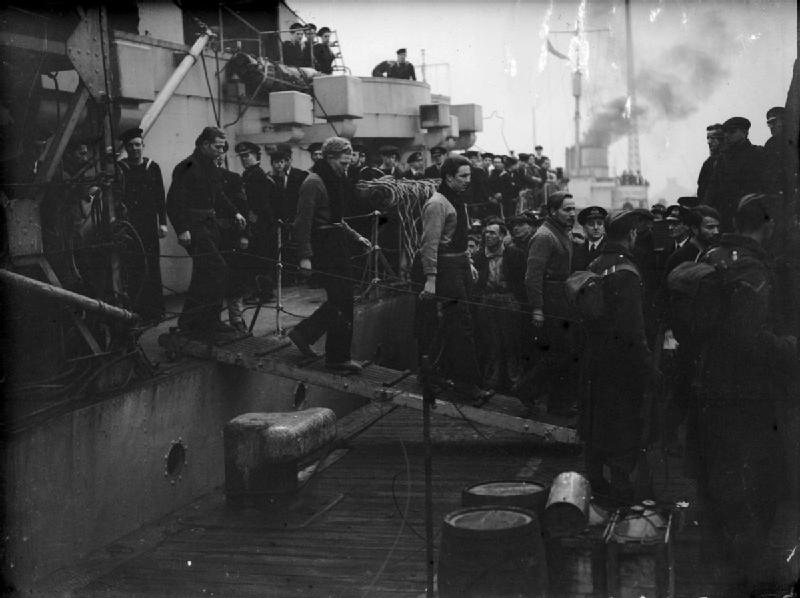
Supervivientes del U-406 y el U-386 desembarcando desde el HMS Spey en Liverpool.

El barco había partido de St. Nazaire el 26 de diciembre de 1943. Exactamente un mes después (26 de enero de 1944), mientras estaba frente a la costa oeste de Escocia, al norte de la isla de Islay, fue hundido por cargas de profundidad lanzadas por la fragata británica HMS Spey .HMS Spey el 19 de febrero de 1944.
Treinta y tres hombres murieron en el submarino; hubo 16 sobrevivientes. 

### Manadas de lobos
El U-386 participó en cinco manadas de lobos, a saber:
- Star (27 - 30 de abril de 1943)
- Leuthen (15 - 21 de septiembre de 1943)
- Stürmer (26 de enero - 3 de febrero de 1944)
- Igel 1 (3 - 17 de febrero de 1944)
- Hai 1 (17 - 19 de febrero de 1944)

## Resumen de la historia de las incursiones
| Fecha               | Nombre del barco | Nacionalidad | Tonelaje( TRB ) | destino |
| ------------------- | ---------------- | ------------ | --------------- | ------- |
| 25 de abril de 1943 | Rosenborg        | Reino Unido  | 1,997           | hundido |